# Laranjeiro

Lage der Gemeinde Laranjeiro im Kreis Almada

Laranjeiro ist eine ehemalige Gemeinde im Westen Portugals. Laranjeiro im Kreis Almada im Distrikt Setúbal, besitzt eine Fläche von 3,88 km² und hatte am 30. Juni 2011 20.823 Einwohner. Die Gemeinde wurde im Zuge der Gebietsreform vom 29. September 2013 mit der Gemeinde Feijó zur Freguesia União das Freguesias de Laranjeiro e Feijó zusammengeschlossen.

## Geografie
Der Ort liegt am Mar da Palha, dem Delta des Tejo, und gehört zur Margem Sul do Tejo.

## Geschichte
Seit der Unabhängigkeit des Königreichs Portugal und der Übergabe an den Santiago-Orden durch König Dom Sancho I. im Jahr 1186 wechselte das heutige Gemeindegebiet immer wieder den Besitzer, unter denen verschiedene Orden und illustre Ritter wie Nuno Álvares Pereira waren. Es teilte sich in immer kleinere Besitzgebiete auf, bis König Dom João IV. 1641 anfing, Gebiete daraus zurück in königlichen Besitz zu nehmen. Bis 1834 wurde in etwa das heutige Gemeindegebiet zusammengeführt.
Seit dem 7. Februar 1928 gehörte Laranjeiro zur Gemeinde von Cova da Piedade, bis es am 4. Oktober 1985 eine eigenständige Gemeinde wurde.

## Kultur, Sport und Sehenswürdigkeiten

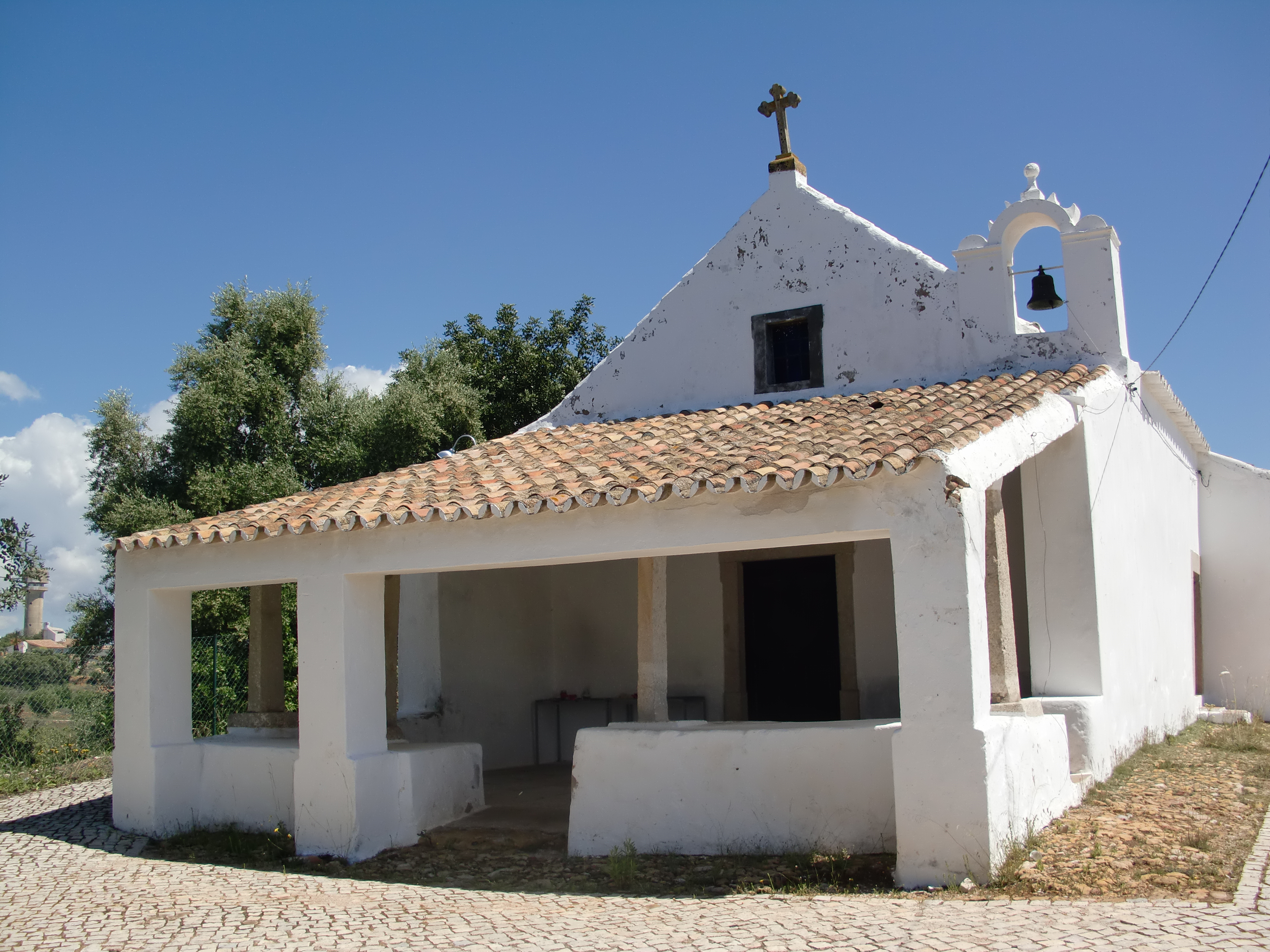
Die Kirche São Sebastião dos Matinhos in der Gemeinde Laranjeiro

Die Palastanlage Palácio do Alfeite (auch Paço Real do Alfeite) aus dem 17. Jahrhundert geht auf ein Anwesen aus dem 14. Jahrhundert zurück und beherbergt heute das Marine-Hauptquartier für die Region Lissabon. Es steht unter Denkmalschutz.
In Laranjeiro sind in den 1990er Jahren Denkmäler für die Solidarität (Monumento à Solidariedade) und die Brüderlichkeit (Monumento à Fraternidade) aufgestellt worden, dazu ein mit Azulejos geschmücktes Marmor-Denkmal in Fass-Form (Conjunto Escultórico Alusivo ao Barril D'Alva), um der Anstrengungen und Errungenschaften der lokalen Bevölkerung zu gedenken.
Das Herrenhaus Quinta de Santo Amaro aus dem 19. Jahrhundert zeigt klassizistische Merkmale an Fassade und im Inneren, insbesondere bei den Azulejos. Es beherbergt heute u. a. ein Jugendkulturzentrum und steht seit 2001 unter Denkmalschutz.
Das Stadion Estádio Municipal José Martins Vieira liegt im Gemeindegebiet. Der Fußball-Zweitligist CD Cova da Piedade aus dem benachbarten Cova da Piedade trägt hier seine Heimspiele aus.

## Wirtschaft

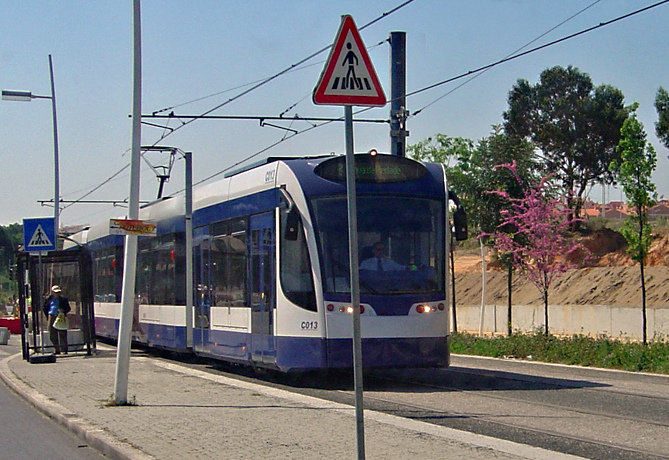
Haltestelle der Metro-Sul-do-Tejo-Straßenbahn in Laranjeiro

Das Nahverkehrsunternehmen Transportes Sul do Tejo ist hier ansässig, ebenso einige Industriebetriebe. Die Portugiesische Marine unterhält hier eine ihrer bedeutendsten Basen, die Base Naval do Alfeite.

## Verkehr
Die Straßenbahnlinien 1 und 2 der Metro Sul do Tejo führen durch Laranjeiro.
Über die Nationalstraße N10 hat die Gemeinde Anschluss an die Autobahn A2.